# Club de Atletismo San Sebastián de los Reyes-Centro Clínico Menorca

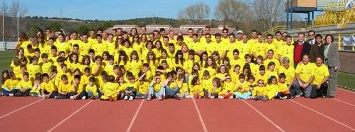
El Club, con su equipación amarilla.

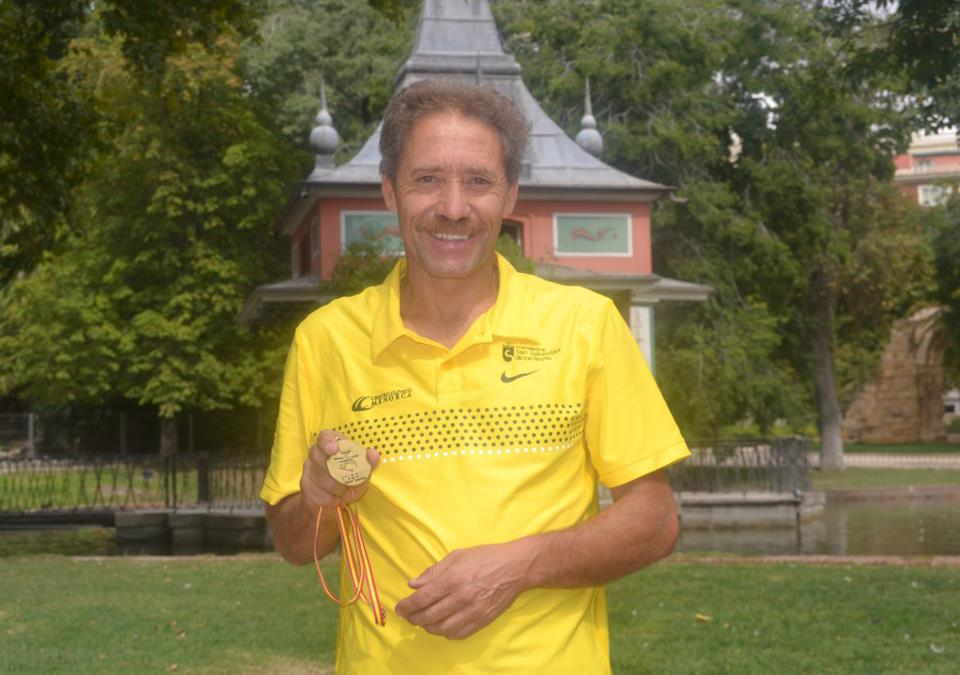
Ramiro Matamoros, atleta y director deportivo.

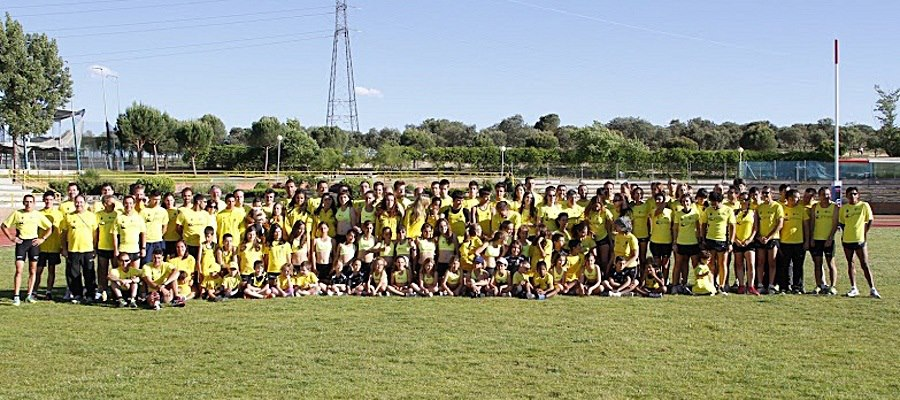
Las jóvenes promesas del Club.

El Club de Atletismo San Sebastián de los Reyes-Centro Clínico Menorca (también abreviado Club de Atletismo SSReyes-CCMenorca) es un club deportivo para atletas profesionales y principiantes con sede en la localidad madrileña de San Sebastián de los Reyes, España. Comenzó en el año 2000 de la mano del atleta Ramiro Matamoros y sus integrantes participan en carreras de la Comunidad de Madrid, España y Europa, contando con grandes éxitos deportivos y un importante eco en la prensa nacional.

## Organización e historia
El patrocinador oficial es el centro de estética Clínica Menorca, de ahí su nombre. El club cuenta asimismo con la colaboración del Ayuntamiento de San Sebastián de los Reyes. 
Su equipación se ha caracterizado, desde los inicios, por ser enteramente de color amarillo, lo que le ha costado el sobrenombre en las carreras populares "la Mancha amarilla". Algunos de los atletas que han formado históricamente parte del club son Fabián Roncero, la olímpica Ana Burgos, el explusmarquista de maratón Antonio Serrano y el duatleta Javier García Gómez, entre otros. El creador y director deportivo es el excampeón de España de maratón Ramiro Matamoros, muy conocido en el entorno deportivo español.

## Participación
Algunas pruebas en las que el Club participa asiduamente son La Carrera del Agua, la Carrera de San Silvestre Vallecana, la Carrera de la Mujer, la Maratón de Róterdam y la Media Maratón de Getafe, aunque participa en más competiciones. 
En las presentaciones y eventos organizados por el Club suelen contar con la presencia de personalidades como Iker Casillas, Míchel González y Juan Carlos Higuero, entre otros.[cita requerida]
Uno de sus principales objetivos es acercar el atletismo a los más jóvenes, a través de su Escuela de Menores. 
El Club aparece asiduamente en la prensa, especialmente en los diarios deportivos, tanto escritos como en línea. Algunos ejemplos son Corricolari, la revista Runners o el diario Marca.